# هرمس ۹۰
هرمس ۹۰ ساخت شرکت البیت سیستمز (انگلیسی: Elbit Hermes 90) یک پهپاد (UAV) است که برای ماموریت‌های تاکتیکی کوتاه‌برد با استفاده از موتور سوخت سنگین طراحی شده است.
جینز ادعا می‌کند که هرمس ۹۰ ریشه در IAI I-View و بعداً در BAE Skylynx II دارد. مالکیت حقوق متعاقباً به البیت سیستمز منتقل شد.
هرمس ۹۰ برد عملیاتی حدود ۱۵ ساعت و ۱۰۰ کیلومتر دارد.
در سپتامبر ۲۰۰۹، هرمس ۹۰ اولین پرواز خود را انجام داد.